# Хубова
Хубова (слч. Hubová) насељено је мјесто са административним статусом сеоске општине (слч. obec) у округу Ружомберок, у Жилинском крају, Словачка Република.

## Становништво
| Година:    | 1994. | 2004.   | 2014.   | 2024.   |
| ---------- | ----- | ------- | ------- | ------- |
| Број људи: | 1057  | 1063    | 1060    | 1085    |
| Разлика:   |       | +0,56 % | -0,28 % | +2,35 % |

| Година:    | 2023. | 2024.   |
| ---------- | ----- | ------- |
| Број људи: | 1088  | 1085    |
| Разлика:   |       | -0,27 % |

Према подацима о броју становника из 2024. године насеље је имало 1085 становника.